# Karel Kula
Karel Kula, né le 10 août 1963 à Třinec (Tchécoslovaquie), est un footballeur tchèque, évoluant au poste de milieu de terrain. Au cours de sa carrière, il évolue au Baník Ostrava, au Dukla Banská Bystrica, aux Stuttgarter Kickers, à Wattenscheid 09 et à Železárny Třinec ainsi qu'en équipe de Tchécoslovaquie.
Kula marque cinq buts lors de ses quarante sélections avec l'équipe de Tchécoslovaquie entre 1985 et 1992. À la suite de sa carrière de joueur, il devient entraîneur.

## Carrière de joueur
- 1981-1982 :  Baník Ostrava
- 1982-1984 :  Dukla Banská Bystrica
- 1984-1991 :  Baník Ostrava
- 1991-1992 :  Stuttgarter Kickers
- 1992-1995 :  Wattenscheid 09
- 1995-1996 :  Železárny Třinec
- 1997-1998 :  Baník Ostrava

## Palmarès

### En équipe nationale
- 40 sélections et 5 buts avec l'équipe de Tchécoslovaquie entre 1985 et 1992

### Avec le Banik Ostrava
- Vainqueur de la Coupe de Tchécoslovaquie en 1991
- Vainqueur de la  Coupe Mitropa en 1989

## Carrière d'entraîneur
- 2010-2012 :  MFK Karviná